# Emily Rudd
Emily Ellen Rudd (Saint Paul, Minesota, 24 de febrero de 1993) es una actriz estadounidense, conocida por haber interpretado a Cindy Berman en la trilogía de terror de Netflix Fear Street (2021) y Nami en la serie de Netflix One Piece (2023).

## Biografía y carrera
Es la segunda hija de Michelle y Jeffrey Rudd. En sus primeros años en Minnesota, Rudd asistió a la St. Paul High School. Empezó a interesarse por la interpretación desde muy pequeña, por lo que al terminar la escuela, se graduó en artes escénicas y decidió emprender una carrera artística. Rudd empezó como modelo en su ciudad natal y luego se convirtió en actriz.
En 2018, apareció en la serie de Amazon The Romanoffs. En 2021, apareció en La calle del terror (Parte 2): 1978 y La calle del terror (Parte 3): 1666 en el doble papel de Cindy Berman y Abigail.
En 2021, también fue elegida para un papel recurrente en Hunters.
En 2021, formó parte del reparto de la comedia romántica de ciencia ficción Moonshot.
En noviembre de 2021, se anunció que Rudd interpretaría el papel de Nami en la serie para Netflix One Piece basada en el manga de mismo nombre de Eichiro Oda.

## Vida personal
Rudd mantuvo una relación con el productor de música electrónica de baile Justin Blau (3LAU) entre 2015 y 2021. Ambos se habían conocido cuando ella protagonizaba el videoclip de él para "We Came To Bang". Siete meses después, empezaron a salir. Actualmente vive en Los Ángeles.